# Hagfors
Hagfors est une ville de Suède, chef-lieu de la commune de Hagfors, dans le comté de Värmland. 5 403 personnes y vivent.

## Littérature
Les romans policiers de Ninni Schulman (sv) se déroulent à Hagfors.